# Origgio
Origgio là một đô thị ở tỉnh Varese trong vùng Lombardia, có cự ly khoảng 20 km về phía tây bắc của Milan và khoảng 30 km về phía đông nam của Varese. Tại thời điểm ngày 31 tháng 12 năm 2004, đô thị này có dân số 6.777 người và diện tích là 8,1 km².
Đô thị Origgio có các frazioni (đơn vị trực thuộc, chủ yếu là các làng) Cascina Muschiona and Cascina Broggio.
Origgio giáp các đô thị: Caronno Pertusella, Cerro Maggiore, Lainate, Nerviano, Saronno, Uboldo.